# Neotrichoporoides particolor
Neotrichoporoides particolor är en stekelart som först beskrevs av Girault 1915.  Neotrichoporoides particolor ingår i släktet Neotrichoporoides och familjen finglanssteklar. Inga underarter finns listade i Catalogue of Life.